# 이와마루 후미야
이와마루 후미야(일본어: 岩丸 史也, 1981년 12월 4일 ~ )는 일본의 전 축구 선수이다.

## 구단 경력
과거 비셀 고베, 주빌로 이와타, 더스파구사쓰 군마, 아비스파 후쿠오카, 요코하마 FC, 로아소 구마모토, V-파렌 나가사키에서 활동하였다.